# Opstand van de IJzeren Garde

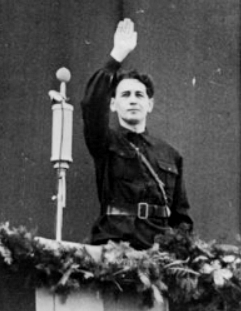
Horia Sima in 1940

De Legionairsopstand of Opstand van de IJzeren Garde was een opstand van de Roemeense IJzeren Garde op 21, 22 en 23 januari 1941. Aanleiding hiervoor was het terugdraaien van alle privileges van de IJzeren Garde door de Roemeense dictator Ion Antonescu. De opstand ging gepaard met een pogrom tegen de joden in Boekarest. De opstand werd door het Roemeense leger neergeslagen, waarna Antonescu en het leger zonder de Garde verder regeerden. Horia Sima, de leider van de IJzeren Garde, week uit naar Duitsland, ca. 9000 gardisten werden gevangengezet, en 200 tot 800 gardisten, 30 soldaten, en 125 joodse burgers kwamen om het leven.

## Achtergrond
Na de Eerste Wereldoorlog was Roemenië sterk uitgebreid met Transsylvanië en Bessarabië. Dit leidde tot een opname van grote hoeveelheden Hongaarse, Duitse en Oekraïense minderheden binnen Roemenië. Dit leverde angst op bij het Roemeense volksdeel, die nog verergerd werd door de Grote Depressie. De IJzeren Garde was een fascistisch/nationaalsocialistische beweging die zich tegen de 'decadente hofkliek' rondom koning Carol II, de minderheden en de joden richtte. De Garde werd wegens haar extreem gewelddadige karakter en het gevaar dat ze voor de positie van de koning vormde, regelmatig verboden. De laatste keer gebeurde dit in 1938, waarbij de leiding gearresteerd en 'op de vlucht' doodgeschoten werd. Toch had de Garde een behoorlijk draagvlak onder de bevolking.
In 1940 werd koning Carol echter gedwongen drie vernederende gebiedsafstanden te accepteren. Bessarabië werd afgestaan aan de Sovjet-Unie, Transsylvanië aan Hongarije, en de Cadrilater aan Bulgarije. Dit vergrootte de frustratie en haat tegen minderheden, waarvan sommigen volgens waarnemers de buitenlandse troepen toejuichten en de terugtrekkende Roemeense soldaten aanvielen. De koning verliet het land en de jonge Michael werd koning met Antonescu als premier. Deze deelde de macht met de IJzeren Garde nu onder leiding van Sima. Het land werd op 6 september 1940 uitgeroepen tot 'nationaal-legionaire staat'.
Gardisten kregen belangrijke posities en antisemitische wetgeving werd ingevoerd, alsmede een romanisatie-politiek jegens minderheden. Dit betekende onder andere dat joden geen bezittingen mochten hebben en die dus moesten verkopen. De Garde trad regelmatig zeer gewelddadig op tegen joden, mishandelde ze, en beroofde ze van hun kostbaarheden.

## Het conflict
Al snel ontstond een conflict tussen de Garde en Antonescu. De Garde gedroeg zich gewelddadig, mishandelde, beroofde en doodde joden. Het geweld breidde zich zelfs uit naar minderheden binnen het land, vooral Duitsers die vaak tegen de Roemenen opboden bij de gedwongen verkoop van joodse eigendommen. Zelfs buitenlanders werden soms lastiggevallen. Antonescu had weliswaar geen bezwaar tegen anti-joodse maatregelen, maar wenste dat de joden op een ordelijke manier van hun bezittingen werden ontdaan. Bovendien moesten die bezittingen volgens hem aan de staat ten goede komen, en niet aan de Garde. Daarbij vreesde hij dat de ordeverstoringen de Roemeense economie en reputatie in het buitenland zouden schaden. Antonescu verzocht de Gardisten dan ook tevergeefs zich enigszins terughoudender op te stellen.
Dit escaleerde het conflict. De Garde verhevigde de antisemitische propaganda, en trachtte nu ook Antonescu zwart te maken door te beweren dat hij een vrijmetselaar was, en door te wijzen op het feit dat Antonescu zelf via zijn ex-vrouw en stiefmoeder min of meer gerelateerd was aan joden. Verder zochten ze steun bij nazi-Duitsland en gaven op 17, 18 en 19 januari 1941 overal in het land antisemitische lezingen, deels om Hitler hun loyaliteit te tonen. Sommige nazi's hadden inderdaad sympathie voor de Garde.
Hitler was echter realistischer. Op 14 januari 1941 ontving hij Antonescu, waarbij de verslechterende verhoudingen met de Sovjet-Unie en de ordeverstoringen van de Garde ter sprake kwamen. In ruil voor de belofte dat Roemenië in een eventuele oorlog tussen Duitsland en de Sovjet-Unie de Duitsers militair zou steunen, kreeg Antonescu van Hitler het groene licht om de IJzeren Garde aan te pakken. Op 19 januari 1941 voerde Antonescu een grote zuivering door. Gardisten werden ontslagen uit sleutelfuncties ten gunste van Antonescu's getrouwen, vooral binnen de politie van Boekarest en de Geheime Politie. Alle gardisten met de (goedbetalende) positie van romanisatie-officier werden ontslagen. Minister van Binnenlandse Zaken Constantin Petrovicescu moest eveneens het veld ruimen.

## De opstand
Op 20 januari 1941 werd een Duits officier vermoord door een nog onbekende Griek. Dit incident lokte een opstand uit. Bewapende IJzeren Gardisten, waarvan de leiding inmiddels ondergronds was gegaan, bezette het ministerie van Binnenlandse Zaken, alle politiebureaus, en andere belangrijke gebouwen waaronder de radiostudio's. Antonescu werd met 15 officieren in zijn paleis belegerd. De politie greep niet in omdat de politieagenten aan de kant van de Garde en hun net ontslagen bazen stonden en de orders van hun nieuwe leidinggevenden negeerden. Deze nieuwe commandanten werden, tezamen met andere Antonescu-aanhangers, opgesloten, deels voor hun eigen veiligheid. De radiotoespraak waarin Antonescu het volk tot kalmte maande werd niet uitgezonden omdat de Garde de radiostudio's bezet had. 
Gardisten trokken door dorpen rondom Boekarest en rekruteerden daar sympathisanten die naar de stad trokken. Brandende olie uit oliedepots werd als wapen tegen het leger gebruikt, en soldaten werden beschoten. Het leger trok op zijn beurt een belegeringsring rondom ieder punt dat in handen van de Garde was, maar greep vooralsnog niet in. De media van de IJzeren Garde riep het volk op tot geweld tegen joden en vrijmetselaars en riep hen op de joodse wijken in te trekken onder het motto 'je weet wie je moet doodschieten'.
De stroom van anti-Joodse propaganda miste zijn uitwerking niet. Reeds enkele uren voor het begin van de opstand begonnen Gardisten aan een pogrom tegen de joden in twee joodse buurten. Ook pro-Garde politieagenten, arbeiders en vakbondsleden, studenten, scholieren, zigeuners en criminelen deden mee aan de actie. Politieagenten die niet meededen werden gearresteerd, en soldaten hielden zich afzijdig. Mircea Petrovicescu, de zoon van de afgezette minister, leidde deze gewelddadige aanval.
De pogrom hield enkele dagen aan, tot het einde van de opstand. Joden werden gedwongen hun bezittingen te onthullen, waarna ze werden gedood of gemarteld. Soms hielden de martelingen dagen aan, waarbij de folteraars elkaar aflosten. Joodse vrouwen werden met de rug tegen schietschijven gebonden, waarna Gardisten een 'krans' van kogelgaten om hun hoofd probeerden te schieten. Wanneer men er genoeg van kreeg werden de vrouwen gedood of doodgemarteld, soms door de borsten af te snijden. Op 23 januari werd een groep van 15 joden naar een slachthuis gebracht. Tien werden doodgeschoten, maar de rest werd levend opgehangen aan vleeshaken en bij vol bewustzijn de buik opengesneden. De Gardisten grapten vervolgens dat hun vlees nu 'koosjer' was. Synagogen werden in brand gestoken waarbij kostbaarheden werden geplunderd en heilige artefacten werden vernield en bezoedeld.

## Neerslaan van de rebellie
Antonescu wachtte inmiddels geduldig het juiste moment af. Terwijl de rebellie voortduurde, werd Boekarest langzaam omsingeld door het leger, met behulp van 100 tanks. Ook groeide de bezorgdheid van het buitenland en de frustratie bij het leger. Veel soldaten waren gebrand op wraak wegens de provocaties van de Gardisten.
Op 23 januari 1941 viel het leger, geleid door generaal Ilie Șteflea, Boekarest binnen. De licht bewapende Gardisten waren geen partij voor de zwaarbewapende militairen, en binnen enkele uren was de rebellie volledig onderdrukt. 30 soldaten en ten minste 200 Gardisten sneuvelden. Antonescu deed alsnog zijn radio-toespraak, maar verzweeg de pogrom. Ook marcheerde de in Boekarest gelegerde Duitse divisie die zich afzijdig had gehouden door de stad waarbij de soldaten Antonescu's naam riepen.
Uiteindelijk werden 9000 gardisten tot gevangenisstraf veroordeeld, hoewel Sima zelf de dans ontsprong door naar Duitsland te vluchten. Antonescu was vanaf nu militair alleenheerser en het leger hoefde haar machtspositie niet meer te delen. In 1941 zou Antonescu deelnemen aan Operatie Barbarossa om alsnog de verloren gebieden te heroveren en als wederdienst aan Hitler voor diens steun.
De berichten over de pogrom lekten na verloop van tijd alsnog uit, en deden de steun voor de Garde tijdelijk afnemen, met name in Walachije. In Moldavië bleef het antisemitisch geweld echter aanhouden, culminerend in de pogrom van Iași. Uiteindelijk zijn onder Antonescu honderdduizenden joden naar de vernietigingskampen gedeporteerd.